# Биржевой мост
Биржево́й мост (с 1918 по 1989 год — мост Строи́телей) — автодорожный металлический разводной мост через Малую Неву в Санкт-Петербурге. Соединяет между собой Васильевский и Петроградский острова. Мост придаёт завершённость и композиционную уравновешенность ансамблю стрелки Васильевского острова, образуя с Дворцовым мостом единый архитектурный ансамбль.
На стрелке Васильевского острова с 1720-х годов располагался морской торговый порт. Из-за интенсивного судоходства строительство моста стало возможным только после перевода торгового порта на другое место в 1880-х годах. Первый деревянный разводной мост построен в 1893—1894 годах по проекту инженера Николая Мазурова. Это был один из последних больших деревянных мостов с разводным пролётом, сооружённых в Петербурге до 1917 года. В 1947 году выполнен ремонт моста. В 1957—1960 годах по проекту инженеров института «Ленгипроинжпроект» Владимира Демченко, Бориса Левина и архитекторов Льва Носкова и Петра Арешева построен существующий пятипролётный металлический арочный мост. В октябре 2021 года по проекту АО «Институт Гипростроймост — Санкт-Петербург» начался капитальный ремонт моста, продлившийся до 2023 года.

## Расположение
Мост расположен у истока Малой Невы, соединяя Биржевую площадь на стрелке Васильевского острова с площадью Академика Лихачёва и Мытнинской набережной на Петроградской стороне.
Рядом с мостом находятся здания ансамбля стрелки Васильевского острова: Ростральные колонны (архитектор Ж.-Ф. Тома де Томон, 1805—1810), Биржа (архитектор Ж.-Ф. Тома де Томон, 1805—1816), Северный пакгауз Биржи (архитектор А. Д. Захаров, 1826—1832), Таможня (архитектор И. Ф. Лукини, 1829—1832). На правом берегу расположен Тучков буян. Ближайшая станция метро — «Спортивная». Ниже по течению находится Тучков мост.

## Название
Строящийся мост в городской печати назывался Мытнинским. В 1894 году постановлением городской думы мост получил название Биржевой. В октябре 1918 года мост переименовали в мост Строителей — имелись в виду строители нового коммунистического общества. Название просуществовало до 22 сентября 1989 года, после чего мост снова стал называться Биржевым.

## История
Впервые строительство моста через Малую Неву на этом месте предусматривалось генеральным планом архитектора Ж.-Б. Леблона, составленным в 1717 году. Однако в 1720-х годах на стрелку Васильевского острова перевели морской торговый порт. Вместо моста, который служил бы препятствием для интенсивного судоходства, использовался Мытнинский лодочный перевоз.

### Деревянный мост

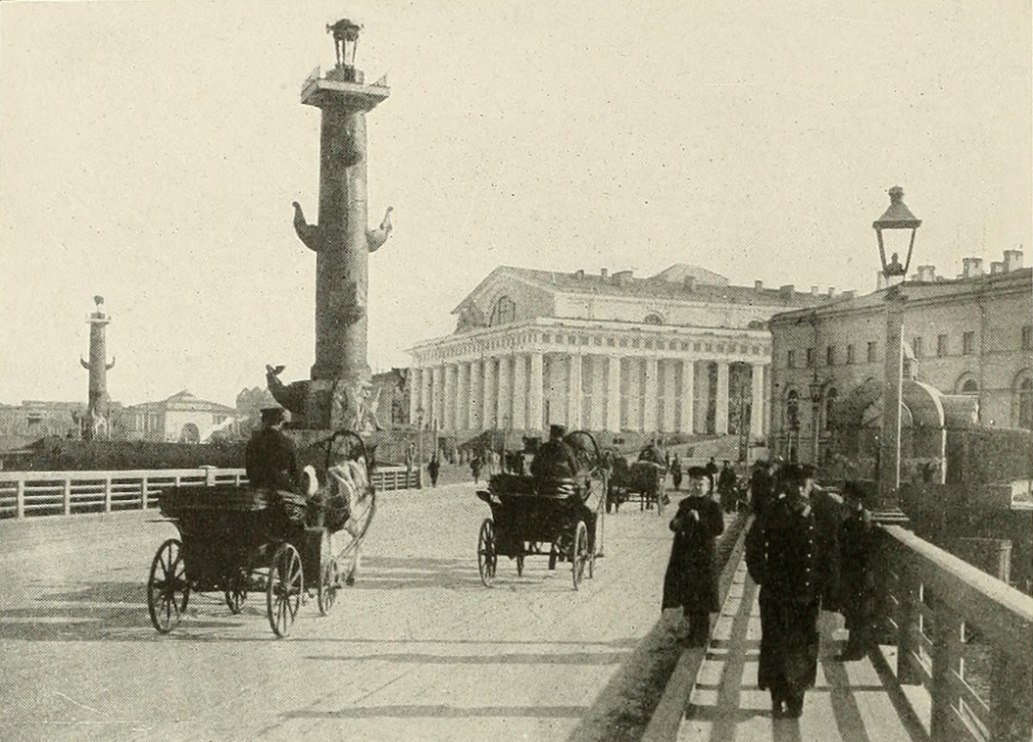
Биржевой мост. Фото Б. Холмса, 1901

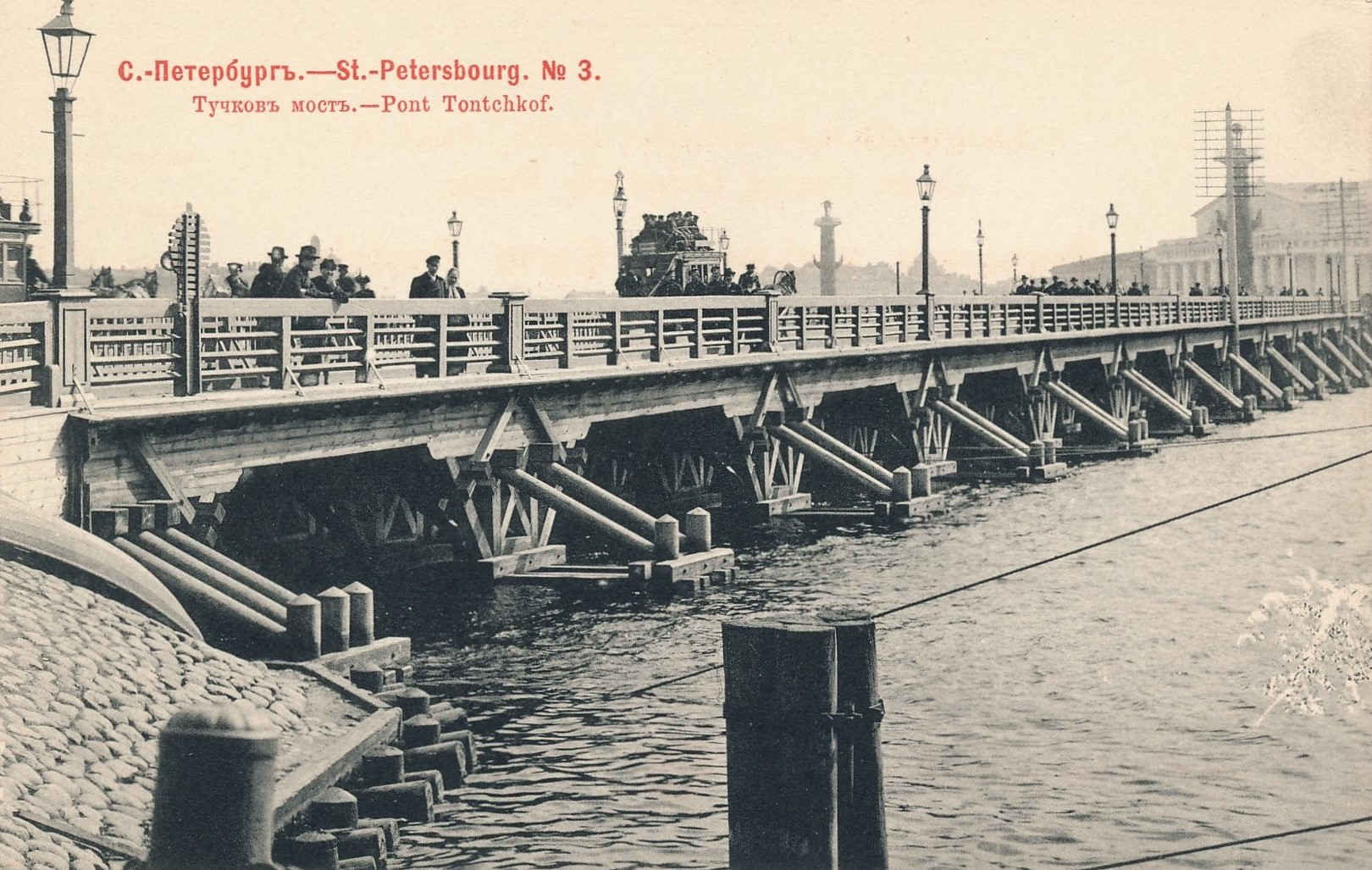
Биржевой мост в 1903 году

Строительство постоянного моста в этом месте стало возможным только после перевода торгового порта на Гутуевский остров в 1874—1885 годах. В 1885 году специальная комиссия городской думы о строительстве третьего постоянного моста через Неву рассматривала вариант сооружения моста от здания Биржи на Петербургскую сторону у Мытнинского перевоза, но в итоге был выбран вариант строительства постоянного Троицкого моста. В начале 1893 года по распоряжению городской управы инженером Николаем Мазуровым был составлен проект моста, утверждённый Александром III 19 мая того же года. Закладка моста состоялась 22 июня 1893 года. Строительство заняло меньше года — освящение и открытие моста состоялось 27 марта (8 апреля) 1894 года в присутствии духовенства Князь-Владимирского собора, петербургского градоначальника, городского головы, коменданта Петропавловской крепости и других лиц.
Это был двадцатипятипролётный деревянный трапецеидально-подкосный мост со средним 14-метровым двукрылым разводным пролётом (всего судоходными были 3 пролёта). Опоры моста были деревянные на свайном основании, защищены от навала судов и льда специальными кустами из деревянных свай. Длина моста составляла 326 м, ширина — 18,7 м (14 м ширина проезжей части и два тротуара по 1,45 м), по одной стороне моста был уложен одиночный путь конки. Трасса моста пролегала по оси Зоологического переулка. На правом берегу реки была отсыпана земляная подходная дамба длиной 17 м, ограждённая с обеих сторон деревянным забивным шпунтом. Мост стал одним из последних больших деревянных мостов с разводным пролётом, сооружённых в Петербурге до 1917 года.
В 1913—1916 годах мост был перестроен для прокладки линии трамвая. В 1929—1930 годах деревянные рамы разводного пролёта были заменены на металлические, ручные лебедки заменили электрическими механизмами.
Во время блокады мост был частично разрушен попаданием немецких артиллерийских снарядов. Опоры и пролётное строение моста были восстановлены силами отдельного Ленинградского дорожно-мостового восстановительного батальона МПВО.
В 1947 году в постоянных пролётах были установлены металлические пролётные строения с продольными и поперечными связями. Ширина моста была уменьшена с 21 до 18 м. Опоры и проезжая часть остались деревянными.
Старый мост продолжал эксплуатироваться, однако всё хуже удовлетворял транспортным требованиям как по пропускной способности, так и по грузоподъёмности. Кроме того, относительно небольшие пролёты моста препятствовали пропуску льда и судоходству. Состояние сооружения серьёзно ухудшилось после навала на мост 12 ноября 1956 года 30 грузовых судов, ждавших ночного пропуска в судоходный пролёт, и повреждений деревянных опор ледоходом весной 1957 года. После открытия в 1960 году металлического моста старый деревянный мост был разобран.

### Металлический мост
В 1914 году городской управой поднимался вопрос о сооружении нового постоянного металлического моста, который предполагалось расположить в 70 м ниже по течению от деревянного моста. Начавшаяся Первая мировая война помешала осуществить этот проект.
К 1939 году группой инженеров проектного отдела Ленмосттреста во главе с Владимиром Демченко и архитектором Львом Носковым было разработано 5 основных вариантов капитального моста Строителей: 2 арочных и 3 балочных:30. К реализации был одобрен вариант пятипролётного металлического арочного моста. Длина проектируемого моста составляла 233 м, ширина — 30,4 м (проезжая часть шириной 24,4 м предусматривала двухпутную трамвайную линию, 4 полосы для движения автотранспорта и 2 велосипедные дорожки):31. Президиум Ленинградского городского Совета депутатов трудящихся постановлением от 19 ноября 1939 года утвердил строительство моста. Начало работ было запланировано на IV квартал 1940 года. Однако из-за начала советско-финляндской войны, а также критики со стороны известного мостостроителя Григория Передерия, предложившего вариант семипролётного балочного моста, строительство было перенесено на конец 1941 года. Из-за начала Великой Отечественной войны планы по строительству моста были свёрнуты.
В 1950 году работы по проектированию моста возобновились. Из-за появления новых материалов, технологий строительства и нормативных требований к мостам возникла необходимость составления нового проекта постоянного моста. Проектированием занимался тот же коллектив инженеров, что и в конце 1930-х годов — инженеры института «Ленгипроинжпроект» Владимир Демченко, Борис Левин. Архитектурную часть проекта разрабатывали архитекторы Лев Носков и Пётр Арешев. Создание симметричной композиции из двух мостов и ансамбля стрелки стало основным направлением при проектировании нового моста. После анализа вариантов 1930-х годов проектировщики разработали 4 новых варианта строительства — по 2 варианта арочного и балочного пятипролётного моста из стали и железобетона. Во всех вариантах разводной пролёт располагался в центре моста и перекрывался металлическим двукрылым пролётным строением раскрывающейся системы с расположением противовесов в теле опор разводного пролёта. Для уменьшения толщины опор разводного пролёта противовес прикреплён к хвостовым частям крыльев не жёстко, а шарнирно. По результатам технико-экономического сравнения в ноябре 1956 года был утверждён проект арочного моста с металлическими пролётными строениями.
В 1957 году началось строительство постоянного моста. Благодаря тому, что ось нового моста располагалась ниже по течению, движение транспорта и пешеходов осуществлялось по старому мосту. Условия пропуска судов не ухудшились, но разводной пролёт старого деревянного моста перенесли в другое место из-за необходимости обеспечения безопасности при строительстве опор нового моста. Строительные площадки располагались и на левом, и на правом берегах Малой Невы. Опоры сооружались под защитой металлического и деревянного шпунтового ограждения. Для доступа рабочих и подачи материалов с верховой стороны строящегося моста был сооружён лёгкий временный мостик. На набережной Макарова у дома № 12 располагался бетонный завод.
Для монтажа пролётного строения моста применялся плавучий 200-тонный кран. Пролётные строения, общий вес которых составил около 5000 т, собирали на берегу одновременно с сооружением опор. Отдельные блоки пролётных строений весом до 15 т изготовляли на заводе и на автомобилях доставляли на монтажную площадку, расположенную в 200 м ниже по течению от строящегося моста. На этой площадке на специальных кружалах собирали секции пролётных строений весом до 120 т, после чего по специальным пирсам выкатывали их к плавучему крану.
Одновременно со строительством моста шло строительство набережных на левом и правом берегах Малой Невы. На левом берегу достраивалась набережная у Биржевой площади и участок набережной Макарова, примыкающий к новому мосту. Перепланировке подверглись набережная Макарова на одном берегу и Мытнинская набережная — на другом, в результате чего стрелка приобрела ярко выраженную ось симметрии. Новому мосту авторы придали внешние формы, подобные Дворцовому мосту, усиливая это впечатление. Чтобы приблизить длину моста к длине Дворцового, было засыпано мелководье у правого берега Малой Невы и часть протока, отделявшего Ватный остров от Петроградской стороны, а на засыпанном участке создана обширная предмостная площадь.
Работы по строительству моста производили СУ-1 и СУ-2 треста «Ленмостострой» под руководством главных инженеров П. В. Андреевского, О. С. Чарноцкого, В. Е. Ефимова и производителей работ А. А. Соколова, Л. Ф. Полякова, Л. Ф. Макарова и Д. И. Крутова. Руководство по монтажу механизмов и разводного пролёта производили инженеры Б. Б. Тульчин и Ю. И. Сергеев. Технический надзор вели инженеры ОКСа Ленмосттреста — В. П. Огороднов и Г. П. Лебедев. Консультантом по выполнению сварочных работ был профессор Н. О. Окерблом, один из ведущих советских специалистов в области сварки.
Испытания моста проводились с 29 по 30 сентября 1960 года под руководством доцентов кафедры мостов Ленинградского института инженеров железнодорожного транспорта М. К. Никитина и П. И. Богомолова, для этого использовалось 8 танков весом по 35,5 т каждый. Торжественное открытие движения по новому мосту состоялось 1 октября 1960 года.
Для механизмов разводки моста был применён электромеханический привод — это оказался последний пример применения такой конструкции в разводных мостах Ленинграда — Санкт-Петербурга. Из-за очень сложного механизма разводки уже в начальный период эксплуатации потребовались дополнительные регулировочные работы. Для решения проблем с повышением надёжности работы разводного пролёта моста были установлены механизмы силового сопровождения отката крыльев, разработанные специалистами Петербургского университета путей сообщения и Балтийского государственного технического университета Г. И. Богдановым, А. В. Киевым, Г. С. Соколовым и В. А. Цветковым.
В 1973 году на мосту снимались сцены фильма «Невероятные приключения итальянцев в России». Под разведëнным мостом проходил теплоход, и на крыле разводного пролёта, согласно сценарию, повис персонаж актёра Андрея Миронова. В 1996—1997 годах в связи с закрытием трамвайного движения через Биржевой мост с проезжей части моста были демонтированы трамвайные пути. В 2014 году завершены работы по установке художественной подсветки моста.

### Капитальный ремонт 2021—2023 годов

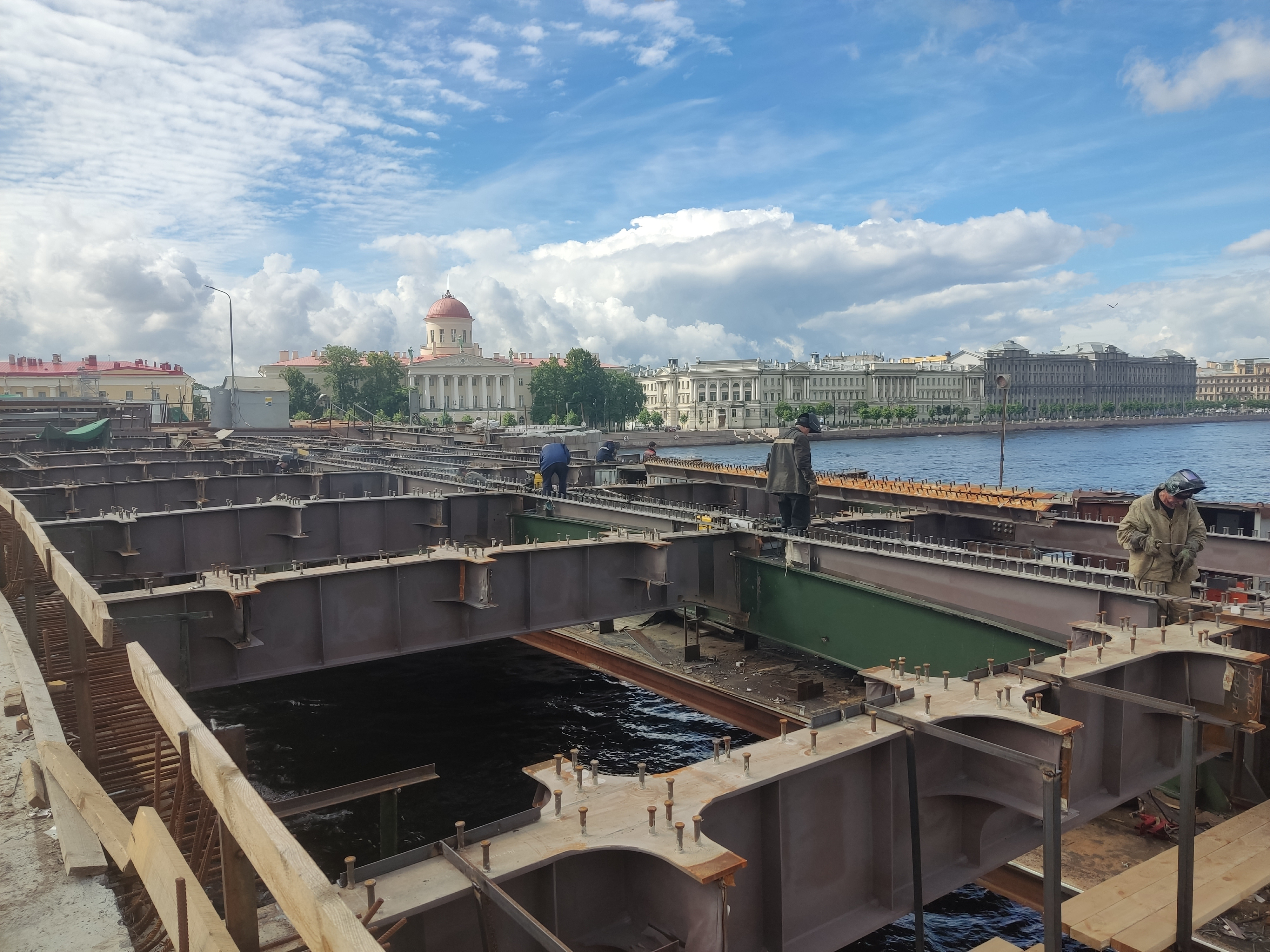
Биржевой мост во время капитального ремонта (июль 2022 года)

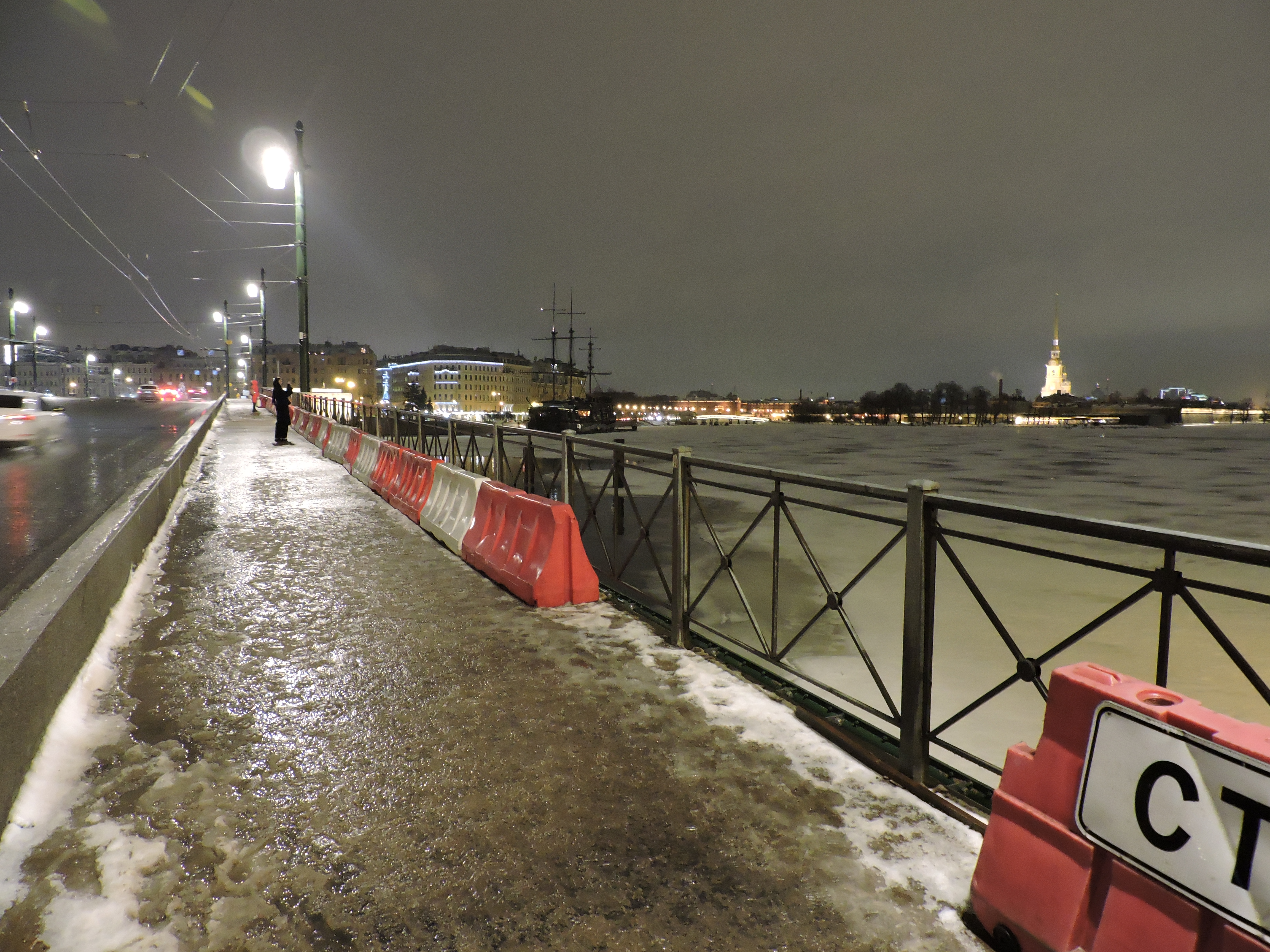
Временное ограждение моста (конец 2022 года)

В 2014 году имело место разрушение железобетонных плит перекрытия на опорах разводного пролёта, часть из которых после образования провалов была усилена.
По результатам обследования, выполненного в 2016 году, состояние моста было оценено как неудовлетворительное: наличие серьёзных дефектов проезжей части на всех пролётах моста, интенсивная коррозия металлических балок перекрытия, недостаточная несущая способность отдельных элементов перекрытий, критический износ и полное несоответствие современным требованиям всех деформационных швов, механизмы разводного пролёта физически и морально устарели.
Конкурс на разработку проектной документации капитального ремонта моста, проведённый в 2016 году, выиграло АО «Институт Гипростроймост — Санкт-Петербург», единственный участник конкурса. Стоимость контракта составила 28,83 млн рублей.
Конкурс на капитальный ремонт Биржевого моста первоначально провели летом 2020 года, но затем отменили. В мае 2021 года конкурс объявили повторно, победителем было признано АО «ПО „Возрождение“», единственный участник конкурса с начальной максимальной ценой контракта в 2,37 млрд рублей.
9 октября 2021 года мост был закрыт для движения транспорта и пешеходов. Маршруты общественного транспорта, проходящие по мосту, были перенаправлены на Тучков мост. В мае 2022 года от Петропавловской крепости до Адмиралтейской набережной открылась паромная переправа.
В ходе работ на стационарных пролётах были демонтированы железобетонная плита проезжей части, а также продольные и поперечные балки с последующей заменой новыми конструкциями и устройством монолитной железобетонной плиты. Арки пролётного строения остались без существенных изменений. В разводном пролёте на время производства работ были устроены 2 временные опоры, на которые опирались арки пролётного строения. На разводном пролёте были демонтированы железобетонная плита проезжей части, продольные и поперечные балки, верхние связи, затяжки и стойки арочных ферм. Решётчатые поперечные балки и нижние связи остались без изменений. Арки пролётного строения в процессе ремонта были усилены в местах примыкания новых конструкций, на арки смонтированы блоки ортотропной плиты. Электромеханический привод разводного пролёта заменён на гидравлический. В процессе ремонта тротуары были расширены на 30 см с каждой стороны. Взамен старых опор освещения и столбов контактной сети установлены новые опоры освещения, совмещённые с опорами контактной сети. По архитектурным соображениям и для усиления ансамблевого восприятия новые опоры выполнены по аналогии с совмещёнными опорами Дворцового моста:2.
В марте 2022 года старый пульт управления разводкой Биржевого моста был передан в филиал Центрального музея железнодорожного транспорта Российской Федерации «Музей мостов». В июне 2022 года начался монтаж новых гидроцилиндров разводного пролёта, изготовленных на Обуховском заводе. Благодаря установке новых гидроцилиндров процесс разводки пролётов моста ускорен с 9 минут до 3,5.
К октябрю 2022 года проведены работы по ремонту опор и пролётов моста, на тротуарах и проезжей части уложено бетонное покрытие. Испытания моста проводились 25 ноября, для этого использовалось 12 самосвалов весом по 25 т каждый.
Открытие движения транспорта и пешеходов по мосту состоялось 30 ноября 2022 года в присутствии губернатора Александра Беглова. 1 декабря было запущено автобусное движение (маршруты №№ 10 и 191), 22 декабря — троллейбусное (маршрут № 7).
В конце февраля 2023 года начались работы по настройке и калибровке нового гидравлического привода моста, в середине марта были завершены работы по монтажу перильного ограждения. Реставрация перил выполнялась в мастерских АО «ПО „Возрождение“». Утраченные элементы чугунного ограждения изготавливались ОАО «Металлист» (город Качканар Свердловской области).
Для выполнения работ по демонтажу временных опор разводного пролёта мост был закрыт для движения транспорта и пешеходов с 10 по 16 апреля и с 29 апреля по 08 мая.
Во время капитального ремонта произошло несколько происшествий, пострадал один рабочий.

## Конструкция
Мост имеет пять пролётов, четыре из которых перекрывают стальные пролётные строения, и пятый — двукрылый разводной, расположенный в центре реки. Длина моста (расстояние между шкафными стенками устоев) составляет 239,0 м, ширина моста —27,6 м (ширина проезжей части — 21 м и два тротуара по 3 м). Схема разбивки на пролёты 37,6 + 44,06 + 55,5 + 44,06 + 37,6 м. Центральный пролёт величиной 55,5 м — разводной двукрылый раскрывающейся системы. Неразводные пролёты перекрыты двухшарнирными арочными пролётными строениями.
Применение арочной системы в разводных пролётах мостов Санкт-Петербурга кроме Биржевого моста использовано только для Дворцового моста. Средний пролёт моста больше подмостового габарита из соображений общей компоновки моста. Конструкция всех неразводных пролётных строений одинакова и различается только величиной перекрываемого пролёта и сечением арок. Крайние береговые пролёты перекрыты двухшарнирными арочными пролётными строениями с расчётным пролётом 37,6 м и стрелой 3,19 м. Пролёты, примыкающие к разводному пролёту, также перекрыты двухшарнирными арочными пролётными строениями с расчётным пролётом 44,06 м и стрелой 3,63 м. Пятовые шарниры арок сферического типа. Свободное касание верхнего и нижнего балансиров осуществляется по сферическим поверхностям. Все неразводные пролётные строения состоят из 4 арок коробчатого поперечного сечения, расставленных с шагом 8,4 м. Арки собраны из металлических листов, соединённых на сварке. На арки опираются стойки, а на них — поперечные балки, к которым в свою очередь прикреплены продольные балки проезжей части. Поверх балок устроена монолитная железобетонная плита проезжей части, включённая в работу продольных и поперечных балок балочной клетки.

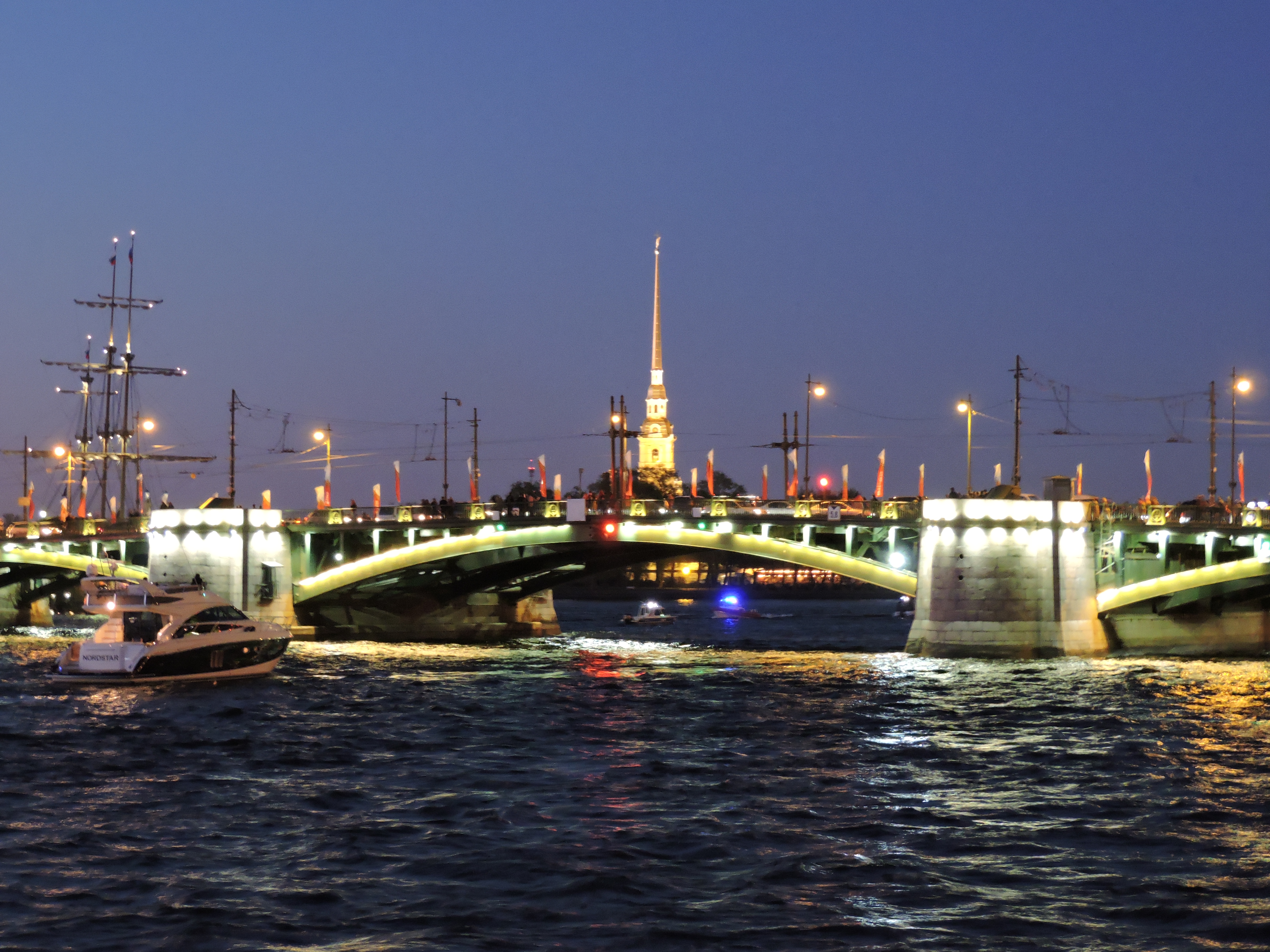
Разводная часть

Средний пролёт моста — разводной двукрылый раскрывающейся системы с разгруженной осью вращения и шарнирно прикреплёнными противовесами. В наведённом положении работает как трёхшарнирная арка с расчётным пролётом 55,5 м и стрелой 4,836 м. Состоит из 4 арок, расставленных с шагом 8,4 м, которые объединены между собой системой продольных и поперечных связей в жёсткую пространственную систему. При разводке моста арочная конструкция пролёта в центральном шарнире размыкается на 2 полуарки. Конструкция пролётного строения состоит из 2 одинаковых частей, опирающихся каждая на свою опору, и двух групп механизмов, обеспечивающих при разводке и наводке самостоятельное движение каждого крыла. Каждое крыло уравновешено двумя блоками противовесов, размещённых между хвостовыми частями полуарок. Короба противовесов заполнены чугунными и свинцовыми отливками, поверх которых уложен цементно-песчаный раствор. Пульт управления находится в левобережной опоре разводного пролета.
Все опоры моста бетонные монолитные с армированием верхней части. Толщина промежуточных опор №№ 2 и 5 составляет 3,5 м, толщина опор разводного пролёта — 9 м. Фундаменты всех промежуточных опор — свайные на высоком свайном ростверке, сооружены из круглых железобетонных свай диаметром 0,56 м, забитых в грунт на глубину 20—25 м. Сваи всех опор забиты с наклоном 3:1 и образуют две козловые системы: одну вдоль моста, другую поперёк. Внутренние полости свай заполнены монолитным бетоном, в верхней части на длине 5,5—7,1 м дополнительно поставлены арматурные каркасы. Помимо железобетонных свай в опорах №№ 2, 3, 4, 5 забиты металлические сваи диаметром 0,53 м длиной 20—23 м, которые использовались при испытаниях основных железобетонных свай в качестве анкерных. Устои моста из монолитного железобетона, имеют свайное основание из деревянных составных свай диаметром 0,26 м общей длиной 22 м (11 + 11 м). Впервые в практике отечественного мостостроения на мосту опоры арочной системы, включая разводной пролёт, сооружены на высоком свайном ростверке. Фасадные поверхности опор облицованы розовым гранитом на всю высоту, а боковые поверхности — до начала опорных площадок арок. На опорах №№ 2 и 5 три нижних ряда, а на опорах №№ 3 и 4 два нижних ряда выполнены из массивной облицовки, остальные ряды — из более лёгкой навесной.
Мост предназначен для движения автотранспорта и пешеходов. Проезжая часть моста включает в себя 6 полос для движения автотранспорта — 4 с Петроградской стороны в сторону Васильевского острова и 2 в обратном направлении. На стационарных пролётных строениях тротуары отделены от проезжей части гранитным парапетом высотой 0,75 м. На разводном пролёте установлено металлическое барьерное ограждение высотой 0,75 м. Покрытие проезжей части и тротуаров — асфальтобетон. На мосту установлено 16 совмещённых опор контактной сети и освещения высотой 11,8 м:9, 16. На мосту установлено чугунное перильное ограждение высотой 1,1 м, рисунок которого состоит из коротких копий и дротиков и символа морского портового города — трезубца Посейдона, вмонтированного в сдвоенные чугунные тумбы. На опорах и устоях моста перильное ограждение завершается гранитными парапетами. На правом берегу с низовой стороны расположен полукруглый гранитный лестничный спуск к воде с павильоном охраны моста.